# Pilia
Pilia  (лат.) — род аранеоморфных пауков из подсемейства Agoriinae в семействе пауков-скакунов (Salticidae). Все представители рода распространены в странах Южной и Юго-Восточной Азии.

## Виды
- Pilia albicoma Szombathy, 1915 — Папуа-Новая Гвинея
- Pilia escheri Reimoser, 1934 — Пакистан
- Pilia saltabunda Simon, 1902 — Индия